# Stanislava Pošustová
Stanislava Pošustová (provdaná Menšíková) (* 4. ledna 1948, Praha) je česká překladatelka a knihovnice. Překládá z angličtiny, především knihy z žánrů fantasy, beletrie a literatury faktu. Vystudovala Filozofickou fakultu Univerzity Karlovy, kde získala doktorát z filozofie. V období normalizace se podílela na výrobě samizdatové literatury.

## Přeložená díla
Do češtiny přeložila přes 50 titulů. Je dvorní překladatelkou knih J. R. R. Tolkiena do češtiny. Jejím vůbec nejznámějším překladem je Tolkienova trilogie Pán prstenů a na ní navazující další knihy. Překlad původně vznikl pro její osobní potřebu v letech 1979–1980. Oficiálně vyšel až v letech 1990–1992. Následující Tolkienovo dílo Silmarillion překládala hned dvakrát, protože původní samizdatová verze z roku 1981 se ještě před vydáním (1992) ztratila kdesi mezi disidenty. Překládala také fantasy literaturu od H. P. Lovecrafta, ovšem díla J. R. R. Tolkiena považuje v rámci fantasy literatury za nadstandardní.
Významně jsou v její tvorbě zastoupeny také Případy bratra Cadfaela od Ellis Petersové.

### Nejznámější překlady (výběr)
- J. R. R. Tolkien (výběr):  Dopisy Dědy Mráze, Dvě věže, Návrat krále, Nedokončené příběhy, Příběhy z čarovné říše, Silmarillion, Společenstvo Prstenu, Tulák Rover aj.
- H. P. Lovecraft (výběr): Bezejmenné město, V horách šílenství, Uvězněn s faraóny a jiné horory a další.

## Osobní život
Jejím otcem byl československý politik Stanislav Pošusta.